# Vulnerable
A Vulnerable a svéd Roxette ötödik, és egyben utolsó kimásolt kislemeze a Crash! Boom! Bang! című stúdióalbumról. A dal az album megjelenésével egyidejűleg felkerült a duó Rarities című válogatás lemezére is.
A "The Sweet Hello, the Sad Goodbye" című dal már szerepelt a duó 1991-es Spending My Time című kislemezének B. oldalán. Ugyanebben az évben a dal szerepelt Thomas Anders "Whispers" című szólóalbumán is.

## A dal összetétele
A dalt Per Gessle még 1990 decemberében megírta, azonban a zenekar csak 1993 áprilisában rögzítette a dalt Londonban a Mayfair Stúdióban. A dal felkerült a duó 1995-ös Don't Bore Us, Get to the Chorus! című válogatás lemezére is. Gessle elmondta, hogy a dalt egy héttel később írták meg a Joyride albumhoz, de nem igazán felelt meg a Tourism című albumhoz sem, ezért a Crash! projektig nem használták fel.
Az Ultimate Guitar szerint a dal egy pop ballada 134 BPM / perc tempóval. A verse két ismétlése az E- G♯m -A-F♯m-B szekvenciából áll, az utolsó üzemeknél C♯ módosul. A kórust a F a – F♯ maj7 –B – C♯ sorozat követi  három ismétléssel, amelyet végül egy rövidített F♯ – C♯ – F♯ sor követ.

## Sikerek
A "Vulnerable" volt a legnagyobb második sláger a Crash! Boom! Bang! című albumról Svédországban, ah ol a 12. helyen tetőzött, majd három hónapig volt slágerlistás helyezett. A Sleeping in My Car az első kimásolt kislemez a svéd kislemezlistán a az első helyen debütált, majd a 17. helyre került. A Fireworks csupán egyetlen hétig volt slágerlistás helyezés, a 34. helyen, majd az album negyedik kislemeze a Run to You a duó első 1988-as I Call Your Name óta nem került be a svéd Top 50 közé.
A dal majdnem három hónapig volt slágerlistás helyezés a német kislemezlistán, végül a 71. helyre került a 6. héten. Az Egyesült Királyságban a dal a 44. helyezett volt a brit kislemezlistán. Skóciában a dal a 41. helyen végzett.

## Megjelenések
Minden dalt Per Gessle írt.
- 7" &  MC Single  Ausztrália 8651514 ·  Egyesült Királyság EMI TCEM369

1. "Vulnerable" (Single Edit) – 4:30
2. "The Sweet Hello, the Sad Goodbye" – 4:49

- CD Single  Ausztrália ·  Európai Unió EMI 8651522

1. "Vulnerable" – 4:30
2. "The Sweet Hello, the Sad Goodbye" – 4:49
3. "Vulnerable" (Demo, 28 December 1990) – 4:44
4. "I'm Sorry" (Demo, 18 August 1993) – 3:25

- CD Single  Egyesült Királyság EMI CDEM369

1. "Vulnerable" – 4:30
2. "The Sweet Hello, the Sad Goodbye" – 4:49
3. "Vulnerable" (Demo) – 4:44

## Slágerlista
| Slágerlista (1995)                    | Legjobb helyezés |
| ------------------------------------- | ---------------- |
| Németország (Media Control Charts)    | 71               |
| Iceland (Íslenski Listinn Topp 40)    | 20               |
| Polish Airplay (ZPAV)                 | 10               |
| Skócia (Scottish Singles Top 40)      | 41               |
| Svédország (Sverigetopplistan)        | 12               |
| Egyesült Királyság (UK Singles Chart) | 44               |